# Annie Fellows Johnston
Annie Fellows Johnston (1863-1931) foi uma autora americana de ficção infantil que escreveu a popular série The Little Colonel ("O Pequeno Coronel"), que serviu de base para o filme de mesmo nome, estrelado por Shirley Temple em 1935. Muito de seus livros foram ilustrados pela fotógrafa Kate Matthews. Nasceu e cresceu em McCutchanville, Indiana, uma pequena cidade não incorporada perto de Evansville, Indiana.

## Biografia
Johnston nasceu Annie Julia Fellows a 15 de maio de 1863, filha de Albion Fellows, um ministro metodista em Trinity, e de Mary Erskine Fellows. Tinha um irmão, Erwin, e duas irmãs, Lura e Albion. Frequentou a Universidade de Iowa durante um ano, regressou a Evansville, foi professora durante três anos e depois tornou-se secretária particular. Casou-se com um primo, William Levi Johnston. Ele era viúvo e tinha três filhos, Rena, John e Mary. Rena morreu em 1899 e John em 1910 ou 1911.
Johnston mudou-se para Pewee Valley em 1898, a mudança tornou-se definitiva em 1911. Lá, viveu até sua morte em "The Beeches" com sua enteada, a artista Mary Gardener Johnston. "The Beeches" foi construída em 1901 por "Mamie" Craig Lawton, viúva do General Henry Ware Lawton, que foi o único general morto durante a Guerra Hispano-Americana. Os membros da família Craig inspiraram 12 personagens das histórias do "Pequeno Coronel".
Annie Fellows Johnston morreu na sua casa em Pewee Valley em 5 de outubro de 1931.
A série The Little Colonel foi sua coleção de 13 livros, começando com The Little Colonel (1895). Foi transformado em filme protagonizado por Shirley Temple em 1935, com Lionel Barrymore e "Bojangles" Robinson.
Uma avaliação das suas realizações em ligação com a sua indução no Kentucky Writers Hall of Fame diz: "O seu trabalho é agora considerado anacrônico, retratando o Sul da Era da Reconstrução ainda em transição da Guerra Civil, e deve ser considerado no contexto da época..."

## Obras
- Big Brother (1893)
- Joel, a boy of Galilee (1895)
- The Little Colonel (1895)
- In League with Israel: a Tale of the Chattanooga Conference (1896)
- Ole Mammy's Torment (1897)
- The Gate of the Giant Scissors (1898)
- Two Little Knights of Kentucky (1899)
- The Little Colonel's House Party (1900)
- The Little Colonel's Holiday (1901)
- The Little Colonel's Hero (1902)
- The Little Colonel at Boarding School (1904)
- The Little Colonel in Arizona (1904)
- In The Desert of Waiting (1905)
- The Little Colonel's Christmas Vacation (1905)
- The Three Weavers (1905)
- The Little Colonel: Maid of Honor (1906)
- Travelers Five (1911)
- Legend of the Bleeding Heart (1907)
- Little Colonel's Knight Comes Riding (1907)
- The Little Colonel's Chum: Mary Ware (1908)
- The Rescue of the Princess Winsome (1908)
- Mary Ware in Texas (1910)
- Mary Ware's Promised Land (1912)
- Miss Santa Claus of the Pullman (1913)
- Georgina of the Rainbows (1916)
- Georgina's Service Stars (1918)

## Traduções em língua portuguesa
A obra Joel, a boy of Galilee (Joel, um menino da Galileia) foi traduzida para língua portuguesa pela Imago Dei Editora (2017) e Editora Gadel (2023).